# Pierre-Antoine Véron
Pour les articles homonymes, voir Véron.
Pierre-Antoine Véron, né le 13 juillet 1733 aux Authieux-sur-Buchy et mort le 1er juillet 1770 à Port-Louis (Maurice), est un astronome français.
Il est passé à la postérité pour avoir déterminé la largeur de l’océan Pacifique au cours de son tour du monde dans l’expédition de Bougainville lors de l’observation de l’éclipse de soleil du 13 juillet 1768.

## Biographie

La circumnavigation de Bougainville en 1766-1769.

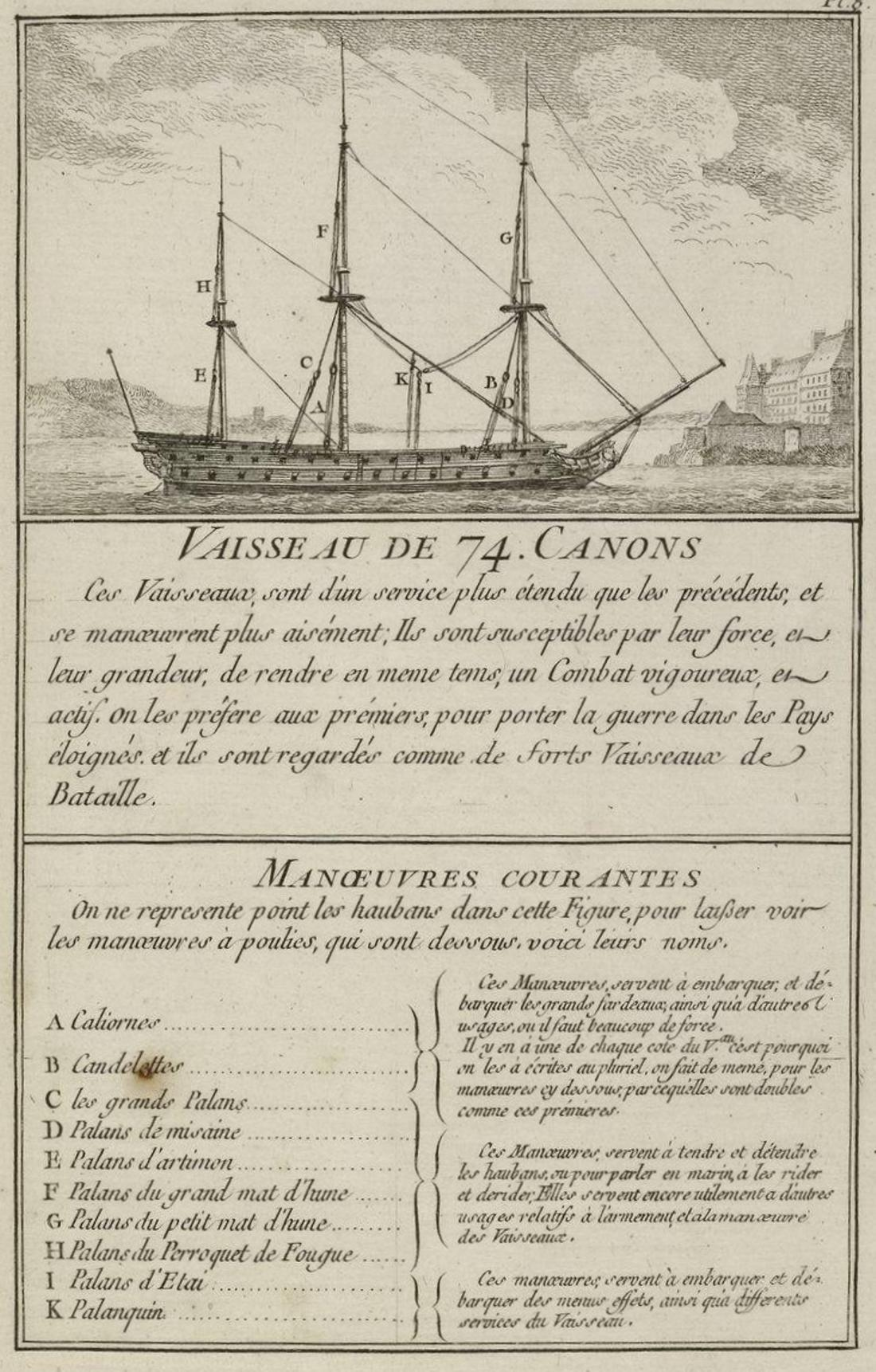
Vaisseau du type du Diadème.

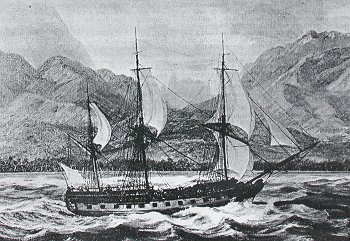
La Boudeuse.

Nés de parents peu favorisés de la fortune, Pierre-Antoine Véron était destiné par son père à l’état de jardinier mais, manifestant de bonne heure des dispositions pour les mathématiques, il se sentit au-dessus d’une telle profession, et se rendit à Rouen, chez un oncle, qui, frappé de son excellent jugement, et approuvant son goût pour la navigation, l’encouragea et le fit inscrire dans les classes de la marine, en 1757, puis lui donna un maître de mathématiques et d’hydrographie. Satisfait de ses progrès, il l’envoya à Paris suivre le cours du mathématicien Lalande au Collège royal. Il parvint à suivre sa vocation, mais ce fut pour entrer dans les emplois subalternes de la Marine.
Après plusieurs voyages infructueux pour son avancement, mais non pour son instruction, Lalande, qui l’avait pris sous sa protection, utilisa son influence pour le faire accepter comme pilote adjoint sur le vaisseau le Diadème où il s’embarqua, après avoir terminé ses études, en 1762, d’où il passa sur le Sceptre, et fut mis enfin, comme pilote, en 1765, à bord de la Capricieuse, où ses connaissances le firent rechercher par capitaine de Charnières qui occupait alors sur ce bâtiment le grade de garde-marine. Il inspira à cet officier le goût des observations astronomiques appliquées à la navigation.
Lorsqu’en 1766, Bougainville, se disposant à faire le tour du monde, manifesta le désir d’avoir avec lui un astronome pour observer les longitudes, le jeune Véron lui fut proposé et il l’accepta, mais on ne put obtenir, pour lui, du duc de Praslin, alors ministre, que le titre de pilote avec une modique somme de 1 200 francs pour acheter des instruments. En février 1767, Véron partit de Rochefort, sur la flûte l'Étoile qui mouilla, le 10 juin suivant, à Rio de Janeiro, et de là il passa à bord de la frégate la Boudeuse que montait Bougainville qui, appréciant tout le mérite du jeune astronome, l’admit dans son intimité. Entrés, le 5 décembre 1767, dans le détroit de Magellan, qu’avant lui des marins avaient attendu huit mois sans pouvoir le franchir, ils en sortirent au bout de 54 jours de navigation, le 26 janvier. Après diverses relâches, ils abordèrent, le 8 novembre 1768, à l’Isle de France où Bougainville, charmé de ses services, lui fit présent, pour le récompenser, d’une pendule à secondes et d’un graphomètre pour lever des plans.
Quelque modeste qu’il fût, son talent le recommandait partout : il plut par ses connaissances à Pierre Poivre, intendant de la colonie, qui ayant remarqué ses talents, l’engagea à rester auprès de lui pour faire des observations astronomiques, dans le but de déterminer la position de quelques îles de la mer des Indes, et de suivre une expédition dans laquelle il lui serait utile, ainsi que pour l’observation du passage de Vénus sous le disque du soleil, qui devait arriver, le 5 juin 1769. Bougainville, qui orthographie son nom « Verron » dans son Essai historique sur les navigations anciennes et modernes dans les hautes latitudes septentrionales, lui permit d’accepter ces offres, et le jeune astronome profita de ces circonstances afin de rendre son voyage encore plus utile aux progrès des sciences. Il lui fut impossible de partir à temps d’Isle-de-France pour aller observer le passage de Vénus mais, ne pouvant rester inactif, il fit voile avec la capitaine de Trémignon pour les Moluques, sur la corvette le Diligent.
Avant son départ, il adressa au duc de Praslin une lettre détaillée, contenant les observations qu’il avait faites sur le détroit de Magellan et dans la mer du Sud, à l’ile de Cythère, ainsi que les résultats de l’éclipse de soleil du 13 juillet 1768, qu’il avait observée au sud de la partie de l’est de la Nouvelle-Bretagne, ce qui fixait la largeur de l’océan Pacifique dans cette partie. Il s’appliqua continuellement, dans le cours de ce grand voyage, à l’observation des longitudes en mer, par le moyen de l’octant à réflexion, auquel il comptait faire des additions qui l’auraient perfectionné. Il détermina aussi, par le même moyen, la longitude de toutes les terres.
Le zèle de Véron ne tarda cependant pas à lui devenir funeste. Trémignon était allé beaucoup plus loin qu’il n’avait d’abord résolu. Véron, qui l’avait suivi, après de nombreuses observations dans les îles de Mindanao et de Luzon, aborda avec lui à Timor. Là, il voulut descendre à terre pour faire des observations plus suivies. On lui représenta en vain le danger auquel il s’exposait. Alors dans toute la vigueur de l’âge, il crut pouvoir braver la maladie du pays, mais atteint, il y succomba dans les premiers jours de mai 1770.
Seul, Guilbert a fait de lui une biographie pour sortir son nom de l’oubli où tous les biographes l’avaient laissé, à l’exception de son compatriote Guilbert, à qui on doit, entre autres, la connaissance de la lettre originale au duc de Praslin et de Bernoulli qui lui a consacré un éloge dans un ouvrage précieux pour estimer les progrès de l’astronomie que mentionne Lalande 1776.

## Hommage

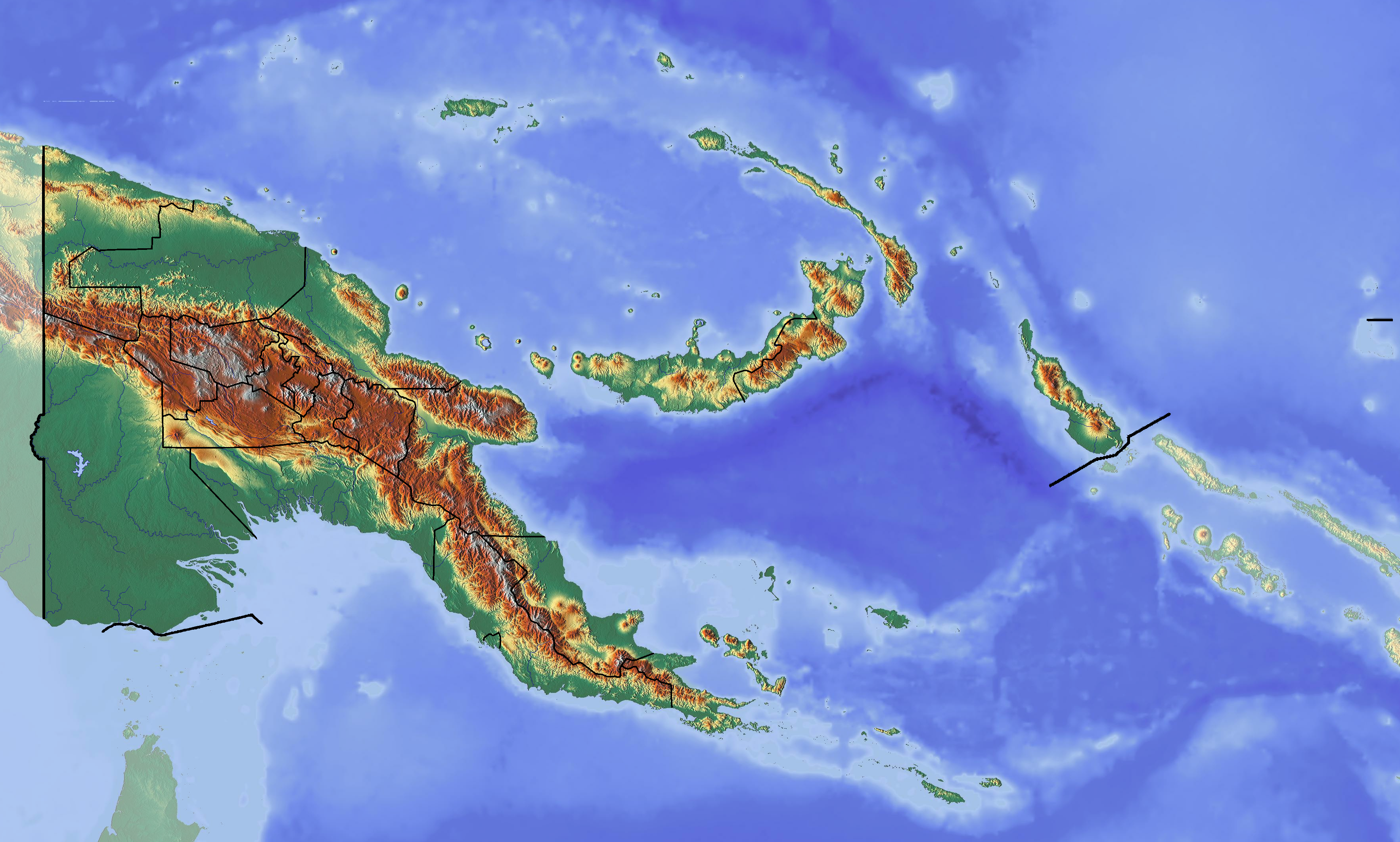
La chaîne montagneuse Verron.

L’une des principales chaînes montagneuses de Nouvelle-Irlande, la chaîne montagneuse Verron, en Papouasie-Nouvelle-Guinée, a été nommée d’après lui.